# Coenotephria tenebrata
Coenotephria tenebrata là một loài bướm đêm trong họ Geometridae.